# Harry Toffolo
Harry Stefano Toffolo (* 19. August 1995 in Welwyn Garden City) ist ein englischer Fußballspieler, der seit 2025 beim US-amerikanischen Erstligisten Charlotte FC unter Vertrag steht. Er bestritt zudem mehrere Länderspiele für englische Nachwuchsnationalmannschaften.

## Karriere

### Verein
Der seit seinem dreizehnten Lebensjahr in der Jugend von Norwich City spielende Harry Toffolo, wurde im Oktober 2014 an den Drittligisten Swindon Town verliehen um Spielpraxis im Herrenbereich zu sammeln. Sein Profidebüt gab der 19-Jährige am 25. Oktober 2014 bei einem 2:2-Unentschieden im heimischen County Ground gegen Colchester United. Bis zum Ende der Football League One 2014/15 bestritt er 28 Ligaspiele und erzielte dabei einen Treffer. Swindon erreichte als Tabellenvierter die Aufstiegs-Play-offs und zog in das Finale ein. Dort unterlag die Mannschaft mit dem in der Startelf stehenden Toffolo Preston North End deutlich mit 0:4.
Zu Beginn der Saison 2015/16 wurde er von Trainer Alex Neil erstmals auch in der ersten Mannschaft von Norwich City eingesetzt. In der zweiten Runde des League Cup 2015/16 bezwang Norwich Rotherham United auswärts mit 2:1. Da er in der Meisterschaft weiterhin nicht berücksichtigt wurde, verlieh ihn der Verein im Verlauf der Saison an den Zweitligisten Rotherham United und an den Drittligisten Peterborough United. Zu Beginn der nächsten Spielzeit verlieh ihn Norwich erneut, diesmal an den Drittligisten Scunthorpe United für den er in 22 Spielen der Football League One 2016/17 eingesetzt wurde und dabei zwei Tore erzielen konnte.
Nach einer weiteren Ausleihe an den Drittligisten Doncaster Rovers in der Hinrunde der Saison 2017/18, wurde Harry Toffolo Ende Januar 2018 an den FC Millwall verkauft. Bei dem in der zweiten englischen Liga spielenden Verein erhielt der 22-Jährige einen Vertrag bis zum Saisonende, blieb ohne Einsatz und erhielt in der Folge keinen neuen Vertrag.
Mitte Juni 2018 gab der englische Viertligist Lincoln City die Verpflichtung des linken Verteidigers mit einer zweijährigen Vertragslaufzeit bekannt. Bei seinem neuen Verein fand Toffolo zu der Spielstärke zurück, die ihn als Nachwuchsspieler ausgezeichnet hatte. Er bestritt alle 46 Ligaspiele in der EFL League Two 2018/19 und steuerte drei Tore zum Gewinn der Viertliga-Meisterschaft seines Teams bei. Als Auszeichnung für seine guten Leistungen wurde er in das PFA Team of the Year der vierten Liga gewählt. Nach erneut starken Leistungen für den Aufsteiger in der Hinrunde EFL League One 2019/20, verpflichtete ihn am 17. Januar 2020 der Zweitligist Huddersfield Town. Damit folgte Toffolo seinem Trainer Danny Cowley, der nach dem Aufstieg mit Lincoln Anfang September 2019 zu Huddersfield gewechselt war. Nach einer für den Verein enttäuschenden Spielzeit, die der Premier-League-Absteiger lediglich als Tabellenachtzehnter beendete, trennte sich Huddersfield im Sommer 2020 wieder von seinem Trainer.
Auch unter dem neuen Trainer Carlos Corberán änderte sich das Bild nicht und führte zu einem abermals enttäuschenden zwanzigsten Tabellenrang in der EFL Championship 2020/21. Toffolo bestritt 31 Ligapartien und erzielte zwei Tore. In der zweiten Saison unter Trainer Corberán steigerten sich die Leistungen des Teams deutlich und die Mannschaft verbrachte die Hinrunde im oberen Tabellendrittel. Gesteigert wurde dieser Erfolg in der Rückrunde in der die Mannschaft um Harry Toffolo (42 Spiele / 6 Tore) die meisten Punkte aller 24 Zweitligateams sammelte und die EFL Championship 2021/22 als Tabellendritter beendete.
Durch diese Platzierung für die Aufstiegs-Play-offs qualifiziert, setzte sich der Verein im Halbfinale mit 1:1 und 1:0 gegen den Sechsten Luton Town durch und zog somit in das Finale in Wembley ein. Im Finale vor 80.019 Zuschauern verlor Huddersfield mit 0:1 gegen Nottingham Forest und verpasste damit die Rückkehr in die Premier League.
Am 20. Juli 2022 wechselte der 26-Jährige gemeinsam mit seinem Mannschaftskameraden Lewis O’Brien zum Erstliga-Aufsteiger Nottingham Forest.
Nach drei Jahren und 57 wettbewerbsübergreifenden Einsätzen für Nottingham folgte im August 2025 der Transfer zum Charlotte FC in die USA.

### Nationalmannschaft
Im März 2013 wurde Harry Toffolo im Alter von 17 Jahren erstmals in einer englischen Nachwuchsnationalmannschaft eingesetzt. Mit der englischen U-18 verlor er bei der belgischen U-18 mit 0:1. Im gleichen Jahr folgten drei Einsätze in der englischen U-19-Auswahl. Im März 2015 erhielt er erstmals die Einladung zur englischen U-20-Nationalmannschaft, für die er insgesamt sechs Mal zum Einsatz kam.